# Tomek Rygalik
Tomek Rygalik, właśc. Tomasz Rygalik (ur. 7 kwietnia 1976 w Łodzi) – polski projektant mebli, wykładowca, doktor sztuki, profesor nadzwyczajny na Wydziale Architektury Aalto University w Espoo.

## Życiorys
Przez 2 lata studiował architekturę na Wydziale Budownictwa Architektury i Inżynierii Środowiska Politechniki Łódzkiej. Następnie w 1999 został absolwentem wydziału wzornictwa przemysłowego na Pratt Institite w Nowym Jorku. Po studiach współpracował z firmami projektowymi w Stanach Zjednoczonych, w tym m.in.: Prime Studio, Arnell Group, Machineart, HFID/Refac Design and Product Genesis oraz był konsultantem w firmach: Kodak, Polaroid, MTV, PerkinElmer, Dentsply, Unilever i DuPont. W latach 2003–2005 odbył studia magisterskie na Royal College of Art w Londynie, zostają następnie pracownikiem naukowym w RCA.
Od 2006 prowadzi własne studio projektowe z siedzibą w Londynie, następnie otworzył pracownie projektowe w Łodzi (2009) i w Warszawie (2010). Od 2008 wykłada na Akademii Sztuk Pięknych w Warszawie, gdzie prowadzi pracownię PG13. W 2009 zamieszkał w Warszawie. Wraz z żoną – Gosią Rygalik – prowadzi Studio Rygalik (od 2012). W latach 2011–2013 był dyrektorem artystycznym dla firmy Comforty, w 2013 został dyrektorem artystycznym firmy Paged, natomiast w 2019 – Nobonobo (dawn. Inspirium).
W 2015 założył markę TRE Product zajmującą się projektowaniem i sprzedażą mebli. W 2019 podjął współpracę z American Hardwood Export Council. Od 2022 jest profesorem nadzwyczajnym na Wydziale Architektury Aalto University w Espoo. W 2024 otworzył projektowe studio badawcze w Helsinkach.
Jest współzałożycielem (w 2016) i fundatorem Fundacji Sobole, powstałej we wsi Sobole (gmina Ulan-Majorat), w zabytkowym kompleksie dworsko-parkowym, gdzie wraz z żoną współtworzy ośrodek działań związanych z designem, kulturą i edukacją. W pracy projektowej współpracował m.in. z markami takimi jak: Moroso, Siemens, Comforty, Ikea, Artek, Iker, Noti, Vox, Heal’s, ABR i Ideal Standard.

## Twórczość
Rygalik jest autorem projektów m.in. sof, foteli i stolików. Prace Rygalika były publikowane na łamach m.in.: „Blueprint”, „Experimenta”, „ICON”, „Interni”, „Wallpaper”, „New York Times” i „Financial Times” oraz prezentowane na stoiskach międzynarodowych targów w Mediolanie, Kolonii, Walencji i Poznaniu oraz w miastach takich jak m.in.:
- Berlin: DIZAJN = DESIGN w Instytucie Polskim (2009);
- Dalekvam: Nordic Artists’Centre (2010);
- Drezno: Muzeum Rzemiosła Artystycznego (2016);
- Londyn: Park Products (2004), aRCAology (2005), Talent/Talento (2005), Like Nowhere Else (2005), Innovation (2005), Human Frame (2006), 100% East (2006), Young Creative Poland (2009) Bombay Sapphire Experience (ekspozycja stała),
- Łódź: Łódź Design Festiwal (2015, 2019);
- Mediolan: Talent/Talento (2005), Real Industry Future Classics na Salone Internazionale del Mobile (2011);
- Monachium: Rosenthal Design Convention (2004);
- Nowy Jork: SaloneSatellite (2006);
- Tokio: Honda Project w Puck Building (2006) i 100% Design (2006);
- Walencja: Nude (2005);
- Warszawa: „Odsłona pierwsza”, Muzeum Plakatu w Wilanowie (2007), Rooted Design for Routed Living w Centrum Sztuki Współczesnej (2010);
- Wiedeń: Vienna Design Week (2011, 2018);
- Wrocław: Od zmierzchu do świtu, Galeria Design – Biuro Wystaw Artystycznych (2009)[3].

Jest twórcą statuetki dla zwycięzców Międzynarodowych Targów Designu – Warsaw Home, przyznawanej od 2018. Fotel „Leming” według projektu Rygalika znajduje się kolekcji wzornictwa Muzeum Narodowego w Warszawie.

### Życie prywatne
Jest mężem projektantki – Gosi Rygalik, której matką jest dziennikarka muzyczna Maria Szabłowska.

## Wyróżnienia
- 1999: The Pratt Circle Award za wybitne osiągnięcia w dziedzinie wzornictwa przemysłowego;
- 2004: Rosenthal Design Award;
- 2005: BSI Environmental Design Award;
- 2006: First Prize Award International Bombay Sapphire Martini Glass Design Competition (wspólnie z Jorre van Astem);
- 2007: finalista międzynarodowego konkursu The British Council’s International Young Design Entrepreneur of the Year 2007;
- 2015:
  - Design Alive Awards Kreator (wraz z Gosią Rygalik);
  - nagroda Designera Roku przyznana przez Instytut Wzornictwa Przemysłowego;
  - must have, Łódź Design Festival za krzesło UXI dla Pagedu;
- 2016: Red Dot Design Award za fotel Tulli;
- 2019: wyróżnienie, Łódź Design Festival za kolekcję dla Nobonobo[3].